# Philipp Koglbauer
Philipp Koglbauer (* 8. Oktober 1995) ist ein österreichischer Fußballspieler.

## Karriere
Koglbauer begann seine Karriere beim SVSF Pottschach. 2009 kam er in die AKA St. Pölten. 2013 wechselte er zum Zweitligisten SKN St. Pölten. Sein Debüt in der zweiten Liga gab er im August 2013, als er am vierten Spieltag der Saison 2013/14 gegen den SC-ESV Parndorf 1919 in der Halbzeitpause für Konstantin Kerschbaumer eingewechselt wurde.
Sein letztes Spiel für St. Pölten absolvierte er im März 2014, von da an kam er nur noch für die Amateurmannschaft zum Einsatz, mit der er 2014 in die Regionalliga aufsteigen konnte.
Zur Saison 2015/16 wechselte er zum Regionalligisten SC Ritzing. In Ritzing kam er in zwei Spielzeiten zu 45 Regionalligaeinsätzen. Zur Saison 2017/18 wechselte er zum viertklassigen USV Scheiblingkirchen-Warth. Für Scheiblingkirchen absolvierte er in drei Saisonen 60 Partien in der Landesliga, in denen er elf Tore erzielte. Zur Saison 2020/21 wechselte er innerhalb der Liga zum SV Langenrohr. Für Langenrohr spielte er bis zum COVID-bedingten Saisonabbruch zehnmal.
Zur Saison 2021/22 zog Koglbauer weiter zum Ligakonkurrenten Kremser SC. Mit dem Kremsern stieg er zu Saisonende in die Regionalliga auf.